# A szeretet kiterjesztése
A szeretet kiterjesztése (eredeti címe: How to Expand Love: Widening the Circle of Loving Relationships) a 14. dalai láma, Tendzin Gyaco szeretetről szóló könyve, amelyben a tibeti spirituális tanító a saját életéből merít példákat, hogy bemutassa az olvasó számára, hogy miért fontos elmozdulni az énközpontú, egoista gondolkodásmódtól a törődés és az együttérzés irányába. Ehhez segítségül kínál gyakorlatokat és technikákat, amelyeket már évszázadok óta használnak a tibeti buddhizmus különböző iskoláiban. Az érvelés egyik legfontosabb alapja, ahogy a tibeti láma más írásaiban is, az, hogy minden ember boldogságra vágyik, amelyhez minden joga meg is van. Ha ugyanis gyűlöletet táplálunk magunkban, akkor luxuskörülmények között sem lehetünk igazán boldogok.

## Tartalma
A könyv fejezeteit idézetek indítják Buddhától és a tibeti buddhizmus fontos mestereitől, mint például Congkapa, Dharmakírti, vagy Nágárdzsuna. Először szerepelnek a kezdőknek való gyakorlatok, a könyv végére pedig elér egészen a megvilágosodásig. A könyvben szereplő hét lépés:
1. a barátok felismerése
2. nagyra értékelni mások kedvességét
3. meghálálni mások kedvességét
4. megtanulni szeretni
5. az együttérzés hatalma
6. teljes elkötelezettség
7. önzetlen törekvés a megvilágosodásra[2]

A könyvben a dalai láma felhívja a figyelmet hogy, ha elkötelezzük magunkat, hogy együtt érzőbbek leszünk és kevésbé viseltetünk előítélettel mások iránt, akkor a dalai láma állítása szerint elsősorban mi magunk profitálunk belőle, ugyanis egyre nyíltabban közelíthetünk minden ember felé és egyre bölcsebben és megingathatatlan örömmel élhetjük életünket. Az egyszerű, mégis elegáns nyelvezetű könyv alapvető és erőteljes üzenetet közvetít az olvasó számára, amelynek célja elérni, hogy az emberiségre úgy tekintsünk, mint egy hatalmas testvéri egység.

## Magyarul
- A szeretet kiterjesztése. A szeretetkapcsolatok körének kiszélesítése; ford. Agócs Tamás; Helikon, Bp., 2015